# Maršal Šapošnikov (fregata)
Il Maršal Šapošnikov (in russo Маршал Ша́пошников?) è un cacciatorpedinere classe Udaloj modernizzato (riclassificato come fregata) della Marina russa, commissionato nel 1985 dalla Voenno-morskoj flot (Unione Sovietica). La nave presta servizio nella flotta russa del Pacifico. Il suo omonimo è il maresciallo Boris Michajlovič Šapošnikov.

## Storia
Il 6 aprile 2003, il Maršal Šapošnikov lasciò il porto accompagnato dall'admiral Panteleyev e dalla petroliera militare Vladimir Kolechitskiy per un dispiegamento nell'Oceano Indiano, dove erano previste esercitazioni con la Marina indiana nel mese di maggio. A questo schieramento si unirono alcune navi della flotta del Mar Nero e, probabilmente, anche sottomarini lanciamissili armati con missili da crociera.
Il 5 maggio 2010, la nave fu coinvolta in un episodio di pirateria al largo dell'isola di Socotra, dove pirati somali sequestrano la petroliera MV Moscow University. Il giorno successivo, i commando della fanteria navale russa, a bordo del Maršal Šapošnikov, riuscirono a liberare l'equipaggio, uccidendo un pirata e arrestando gli altri dieci.
Nel novembre 2014, il Maršal Šapošnikov faceva parte di una task force composta da quattro navi, tra cui l'incrociatore classe slava Varyag, che operava nelle acque internazionali al largo dell'Australia. Questo dispiegamente era collegato al vertice del G-20 di Brisbane del 2014 e rifletteva le crescenti tensioni tra Russia e Australia, alimentate dall'abbattimento del Volo Malaysia Airlines 17.
Nel 2017, la nave subì un importante aggiornamenti dei sistemi d'arma e dei sensori. Tra le migliorie, furono installate 16 celle VLS 3S14 per missili da crociera Kalibr, Oniks o Zircon e due lanciatori quadrinati 3S24 per missili antinave 3M24. Successivamente, 16 febbraio 2018, a Vladivostok, la navè fu colpita da un incendio che non causò vittime, tutti 106 membri dell'equipaggio furono evacuati tempestivamente.
Il 10 luglio 2020, il Maršal Šapošnikov venne riclassificato come fregata e iniziò le prove in mare dopo aver ricevuto altri aggiornamenti.Nell'aprile 2021, la nave lanciò con successo missili Kalibr contro obiettivi sia terrestri che navali, situati rispettivamente a una distanza di oltre 1.000 km e 100km. In quello stesso mese, tornò in servizio come parte permanente della flotta russa del Pacifico.
L'autunno del 2021 segnò una nuova modernizzazione per la nave, e dal 21 al 23 giugno 2022, il Maršal Šapošnikov insieme alla corvetta Gremyashchiy, fece visita al porto di Manila nelle Filippine. Il 25 giugno, le due navi insieme alla petroliera Pechenga, raggiunsero il porto di Cam Rahn, in Vietnam. Il 5 settembre, il Maršal Šapošnikov prese parte all'esercitazione Vostok-2022 nel Mar del Giappone e, successivamente, il 15 settembre, partecipò alla seconda pattuglia navale congiunta russo-cinese, affiancato dalle corvette Sovershenny, Gromky, Aldar Tsydenzhapov della flotta del Pacifico e alla petroliera Pechenga.
Dal 21 al 27 dicembre 2022, la fregata fu coinvolta in esercitazioni congiunte nel Mar Cinese Orientale insieme all'incrociatore russo di punta della flotta del Pacifico, il classe slava Varyag, alle corvette del Progetto 20380, alle corvette russe Eroe della Federazione Russa Aldar Tsydenzhapov e Sovershennyy, e unità della Marina cinese. Dal 4 al 6 marzo 2024, la nave partecipò al DIMDEX 2024 a Doha, in Qatar. Infine, l'8 agosto 2024, il Maršal Šapošnikov e l'incrociatore Varyag raggiunsero il porto di Kochi, in India, per rifornimento.